# Yehuda Berg

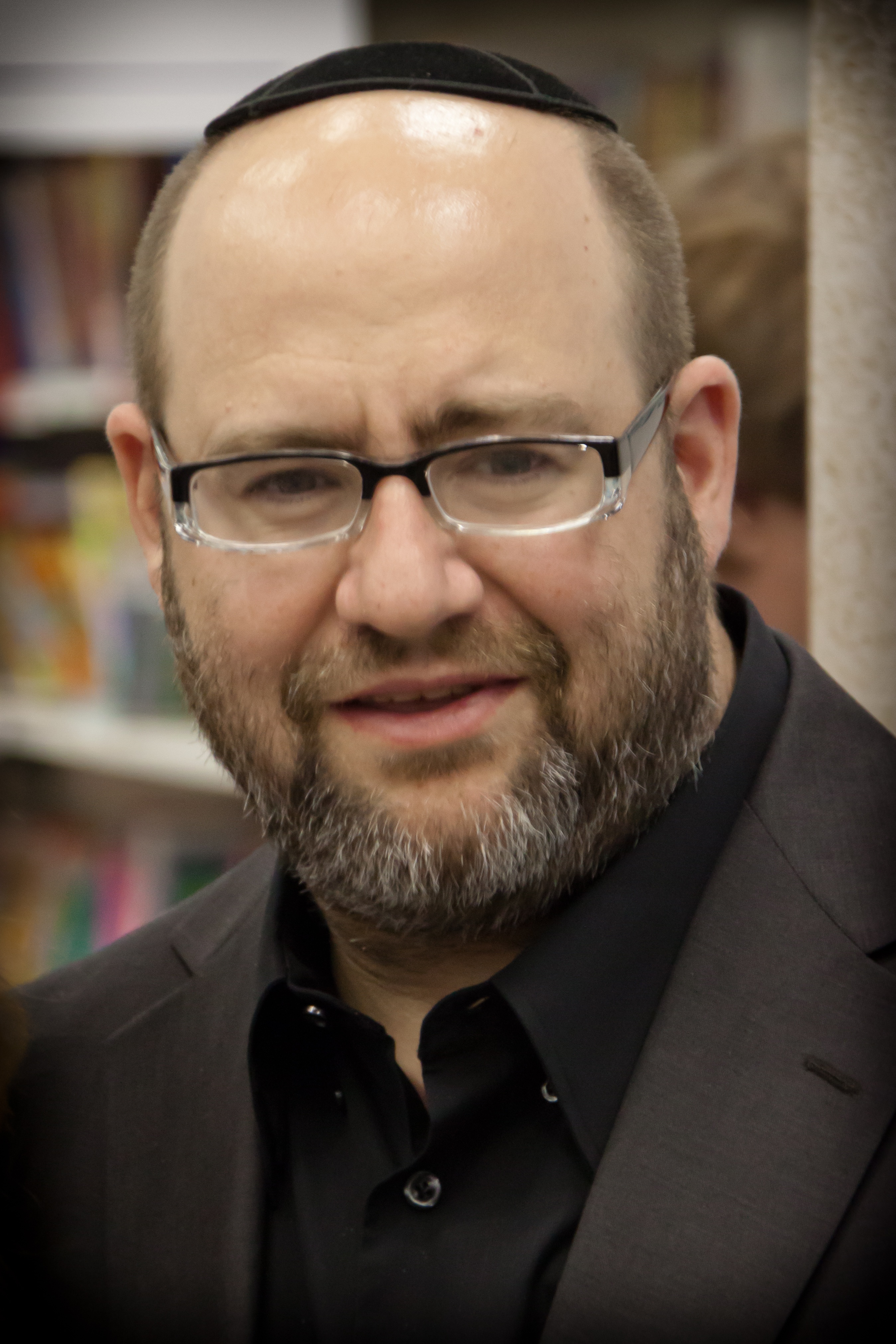
Yehuda Berg w 2012 roku

Yehuda Berg – syn Philipa Berga założyciela Centrum Kabały, obecnie pełni funkcję współ dyrektora Centrum wraz ze swoim bratem Michaelem Bergiem.
Razem ze swoją matką Karen Berg i innymi członkami rodziny prowadzi wiodącą rolę w Centrum w ostatnich latach.
Yehuda jest autorem książek. Jego pierwsza książka Siła Kabały oraz kolejna 72 imiona Boga stały się bestsellerami.
Odpowiada także za publikację książek innych autorów, kaset wideo i nagrań audio stworzonych przez Centrum.
Znalazł się na czwartym miejscu listy amerykańskich rabinów Newsweeka. W ostatnim czasie uruchomił także nowy blog.
W lutym 2009 roku, Yehuda Berg utworzył nowy radiowy program w stacji Sirius XM’s Stars Channel zatytułowany „The Life You Create”. Pierwszym gościem programu był Ashton Kutcher.